# Маријано дел Фријули
Маријано дел Фријули (итал. Mariano del Friuli) је насеље у Италији у округу Горица, региону Фурланија-Јулијска крајина.
Према процени из 2011. у насељу је живело 1264 становника. Насеље се налази на надморској висини од 31 м.

## Становништво
Према резултатима пописа становништва 2011. у општини је живело 1.600 становника.
| 1936. | 1951. | 1961. | 1971. | 1981. | 1991. | 2001. | 2011. |
| ----- | ----- | ----- | ----- | ----- | ----- | ----- | ----- |
| 1.683 | 1.777 | 1.751 | 1.661 | 1.669 | 1.622 | 1.530 | 1.600 |